# Akira Shimada
Pour les articles homonymes, voir Shimada.
Akira Shimada (島田 叡, Shimada Akira) (25 décembre 1901- mort en juin ou juillet 1945) est le gouverneur de la préfecture d'Okinawa durant la Seconde Guerre mondiale. Il se suicide dans une grotte, pendant la bataille d'Okinawa, en 1945, juste avant la reddition du Japon.

## Biographie
Né à Kobe dans l'arrondissement de Suma-ku, Akira Shimada est le premier fils d'un médecin. Il étudie à la faculté de droit de l'université impériale de Tokyo où il excelle notamment en baseball et en rugby. Après son diplôme, il entre au ministère de l'Intérieur en tant qu'officiel sur l'application de la loi.
Avant de devenir gouverneur, Shimada est préfet de police de la préfecture de Saga. Il assiste à des réunions d'étude au Nishibori Shoin où il s'intéresse beaucoup au livre Hagakure et aux enseignements de  Saigō Takamori sur le code chevaleresque des guerriers japonais traditionnels, ou Bushidō. Ces enseignements sont certainement ce qui motivent Shimada à devenir gouverneur.

### Gouverneur d'Okinawa
Le 10 janvier 1945, il est nommé gouverneur de la préfecture d'Okinawa, quittant sa position de chef du département des affaires générales de la préfecture d'Osaka. Le gouverneur précédent, Shuki Izumi (1898-1984), est nommé gouverneur de la préfecture de Kagawa. La Seconde Guerre mondiale bat alors son plein et une intervention des forces américaines est considérée comme inévitable. Quand il accepte le poste, il aurait dit : « Si quelqu'un doit partir, ce doit être moi. Je ne peux pas demander à quelqu'un d'autre de le faire (et de peut-être mourir) ». Il emporte avec lui une épée japonaise et du cyanure de potassium.

#### À Okinawa
Le 31 janvier, il arrive à Okinawa et essaie immédiatement d'améliorer les relations entre la 32e armée et la préfecture. Il commence par faire évacuer les habitants du nord d'Okinawa, ce qui avait été retardé avec le précédent gouverneur. Ensuite, il fait placer des stocks de nourriture à divers endroits de la préfecture. Fin février, il part à Taïwan pour mettre à l'abri 3 000 koku de riz qu'il envoie à Naha. En mars, de violents raids aériens commencent et le gouvernement local d'Okinawa quitte Naha pour se réfugier dans une grotte à Shuri, l'ancienne capitale d'Okinawa. Au fil et à mesure de la détérioration de la situation, il se déplace d'une grotte à une autre, tout en gardant d'étroites relations avec l'armée. Il reste amical même avec les travailleuses. Lorsqu'on lui demande de se laver le visage, il dit qu'il ne veut pas utiliser de l'eau précieuse. L'eau étant menacée. Il utilise alors de l'eau destinée à laver le riz. Il est contre les objectifs de l'armée dans le sud d'Okinawa car beaucoup d'habitants s'y trouvent et peuvent être touchés. Il affirme qu'il serait absurde d’abandonner la ville de Shuri bien équipée et qu'ils doivent y mourir dans l'honneur. Le général Mitsuru Ushijima (commandant de la 32e armée) conclut au contraire sa rencontre avec lui en disant que le but de l'armée et de ralentir le plus possible les attaques américaines sur le Japon. Le 9 juin, Shimada ordonne la dissolution de la préfecture et de la police, afin de sauver la vie des fonctionnaires. Le 26 juin, il quitte la grotte appelée Todorokino Gō avec Taizo Arai, le chef de la police, et après cela, leur trajet est inconnu.

#### L'amiral Minoru Ōta et Shimada
L'amiral Minoru Ōta et Shimada sont des amis proches à Okinawa. À la place de Shimada, Ota envoie un télégramme au vice-amiral au Japon pour décrire la condition tragique des Okinawais.

### Suicide
Dans un article du Okinawa Times, un journal local, Hatsuo Yamamoto, le chef d'un groupe de mitrailleuses, dit : 
« Une partie de notre équipe indépendante de mitrailleuses est allée en bord de mer de Mabini à Gushichan. Au coucher du soleil, je suis allé à environ deux cents mètres de la mer à la recherche de quelque chose à manger. Il y avait trois habitants locaux qui m'ont dit que le gouverneur était dans une grotte. C'était une grotte d'environ 6 mètres de long, sa tête était à l'intérieur de la grotte et le côté gauche du corps était sous le côté opposé. « Monsieur le gouverneur ? » « Oui, je suis le gouverneur Shimada » et il a sorti une carte de visite de sa veste. « Êtes-vous blessé, monsieur ?" » « Oui, au pied ». Le gouverneur m'a alors donné deux morceaux de sucre en me disant « Portez-vous bien ». Le lendemain matin, j'ai préparé quelque chose à manger pour lui et l'ai apporté à la grotte. Les trois habitants locaux ont dit que le gouverneur était mort. Dans la grotte, il était mort, un pistolet dans la main droite. Il portait une chemise à manches longues, un pantalon à motif shimofuri. Il était couvert de chaume. »
,
La grotte où il est mort est maintenant appelée Todoroki Gō. Elle est également connue comme étant le dernier siège de la préfecture d'Okinawa.

## Postérité
Après la mort de Shimada, le ministre de l'Intérieur Genki Abe lui remet un prix du ministère et loue son bon exemple de fonctionnaire du gouvernement. En 1951, la tour de Shimamori est construit pour être un mémorial à Shimada et aux 453 fonctionnaires du siège de la préfecture. La Coupe shimada est aujourd'hui remise à l'équipe victorieuse du tournoi de baseball des lycées à Okinawa.